# Конгрес національно-демократичних сил
Конгрес національно-демократичних сил — політичний блок з 16 політичних партій і громадських організацій з українського національно-демократичного середовища, створений 2 серпня 1992. КНДС підтримав Л. Кравчука, тоді як НРУ на чолі з Чорноволом залишився в опозиції до президента.

## Склад КНДС
До блоку КНДС увійшли:
- УРП,
- ДемПУ,
- Українська селянська демократична партія,
- Українська християнсько-демократична партія,
- Московський ОУН–РУХ,
- Всеукраїнське товариство репресованих,
- Товариство "Просвіта",
- Союз українського студентства,
- Комітет «Крим з Україною»,
- Комітет захисту українського православ'я,
- Українська греко-католицька спілка ім. Андрея Шептицького,
- Українська асоціація захисту історичного середовища,
- Організація солдатських матерів,
- Жіноча громада НРУ,
- Організація кримськотатарського національного руху,
- КНДС Харківщини «Державність»